# L'Ange-Gardien (Les Collines-de-l'Outaouais)
Pour les articles homonymes, voir L'Ange-Gardien.
Ne doit pas être confondu avec L'Ange-Gardien (La Côte-de-Beaupré).
L'Ange-Gardien est une municipalité canadienne dans la municipalité régionale de comté (MRC) des Collines-de-l'Outaouais au Québec, située dans la région administrative de l'Outaouais.

## Histoire
La municipalité est créée en 1979 et débute ses opération le 1er janvier 1980.

## Géographie
Elle se situe sur les rives est et ouest de la rivière du Lièvre, au nord des anciennes villes de Buckingham et de Masson-Angers.
La municipalité s'étend du nord-est de la ville de Gatineau jusqu'à Notre-Dame-de-la-Salette. Elle est composée des anciennes municipalités de canton de Buckingham-Partie-Ouest et de Buckingham, ainsi que de la municipalité de paroisse de L’Ange-Gardien.

## Démographie
| 1981  | 1986  | 1991  | 1996  | 2001  | 2006  | 2011  | 2016  | 2021  |
| ----- | ----- | ----- | ----- | ----- | ----- | ----- | ----- | ----- |
| 1 944 | 2 121 | 2 815 | 3 521 | 3 610 | 4 348 | 5 051 | 5 464 | 6 102 |

## Administration
Les élections municipales se font en bloc et suivant un découpage de six districts.
| L'Ange-Gardien Maires depuis 2003                                                                                    |                  |         |          |
| Élection | Maire            | Qualité | Résultat |
| 2003 | Armand Renaud    |         | Voir     |
| 2005 | Armand Renaud    | Voir    |          |
| 2009 | Robert Goulet    |         | Voir     |
| 2013 | Robert Goulet    | Voir    |          |
| 2017 | Marc Louis-Seize |         | Voir     |
| 2021 | Marc Louis-Seize | Voir    |          |
| Élection partielle en italique Depuis 2005, les élections sont simultanées dans toutes les municipalités québécoises |                  |         |          |

## Enseignement
Depuis 2023, la municipalité compte un établissement scolaire, l'école des Grands-Pins. Celle-ci dispose de classes d'enseignement préscolaire et primaire et est administrée par le Centre de services scolaire au Cœur-des-Vallées,.